# A-Haunting We Will Go
A-Haunting We Will Go is een Amerikaanse filmkomedie uit 1942 onder regie van Alfred L. Werker. Destijds werd de film in Nederland uitgebracht onder de titel Nu gaan we uit toveren.

## Verhaal
Stan en Ollie zijn blut en aanvaarden een karweitje, waarbij ze een lijkkist moeten vervoeren. Zonder het zelf te weten maken ze deel uit van een crimineel meesterplan. De doodkist wordt verwisseld met een gelijkaardige kist uit de voorstelling van een goochelaar.

## Rolverdeling
| Acteur              | Personage         |
| ------------------- | ----------------- |
| Stan Laurel         | Stan              |
| Oliver Hardy        | Ollie             |
| Dante               | Dante de Tovenaar |
| Sheila Ryan         | Margo             |
| John Shelton        | Tommy White       |
| Don Costello        | Doc Lake          |
| Elisha Cook jr.     | Frank Lucas       |
| Edward Gargan       | Inspecteur Foster |
| Addison Richards    | Malcolm Kilgore   |
| George Lynn         | Darby Mason       |
| James Bush          | Joe Morgan        |
| Lou Lubin           | Dixie Beeler      |
| Robert Emmett Keane | Parker            |
| Richard Lane        | Phillips          |
| Willie Best         | Ober              |